# San Benito County
San Benito County är ett county i delstaten Kalifornien, USA. Den administrativa huvudorten (county seat) är Hollister.
Del av Pinnacles nationalmonument ligger i countyt.

## Geografi
Enligt United States Census Bureau så har countyt en total area på 3 603 km². 3 597 km² av den arean är land och 5 km² är vatten.

### Angränsande countyn
- Santa Clara County - nord / nordväst
- Merced County - nordost
- Fresno County - ost / sydost
- Monterey County - sydväst / väst
- Santa Cruz County - nordväst